# Свидание со смертью
«Свидание со смертью» (англ. Appointment with Death) — детективный роман Агаты Кристи, опубликованный в Великобритании издательством Collins Crime Club в мае 1938 года, а в США издательством Dodd, Mead and Company в том же году. В России роман выходил под названием «Свидание со смертью» в издательстве «Эксмо» и под названием «Встреча со смертью» в издательстве «Центрполиграф». Ранее он также выходил под названием «Назначено умереть».
Роман повествует о приключениях Эркюля Пуаро на Ближнем Востоке.

## Сюжет
Проводя отпуск в Иерусалиме, Пуаро подслушивает Рэймонда Бойнтона, который говорит своей сестре: «Теперь ты видишь, что её нужно убить?» Их мать, миссис Бойнтон, тиран и садист (бывшая тюремная надзирательница), она управляет всеми молодыми членами семьи, её тут же невзлюбили даже те, кто не имеет прямого отношения к семье. Но когда её обнаруживают мёртвой, у Пуаро остаётся всего сорок восемь часов, чтобы разгадать загадку, а у него даже нет доказательств того, что это убийство. Пуаро утверждает, что может расследовать преступление, для этого ему достаточно всего лишь допросить подозреваемых. Во время допросов он восстанавливает цепь событий, а также выясняет, что причиной смерти было отравление дигитоксином.

## Цитата
И тут старуха уставилась прямо на него. У доктора даже перехватило дыхание. Маленькие, ничем не примечательные глазки, но они сверкали такой злобой и столько в них было странной силы! Доктор Жерар сразу понял, что перед ним не просто вздорная немощная старушонка, которая изводит своих близких мелкими капризами. Нет, эта женщина обладает удивительной силой. Её свирепый взгляд напоминал взгляд кобры… Миссис Бойнтон была стара и, видимо, измучена хворями, но совсем не беспомощна. Она знала цену власти и всю жизнь только и делала, что тешила своё властолюбие, по-видимому ни разу не усомнившись в собственном могуществе.Агата Кристи. «Встреча со смертью».

## Персонажи романа
- Эркюль Пуаро — бельгийский сыщик
- Полковник Калбури — представитель британских властей в Трансиордании
- Леди Бойнтон — жертва убийства, мучила своих приёмных детей
- Рэймонд Бойнтон — пасынок жертвы
- Кэрол Бойнтон — падчерица жертвы
- Ленокс Бойнтон — пасынок жертвы
- Надин Бойнтон — жена Ленокса Бойнтона
- Джеферсон Коуп — американец
- Джиневра Бойнтон — дочь жертвы
- Доктор Жерар — французский психиатр
- Сара Кинг — молодой врач
- Леди Вестхолм — член Парламента
- Мисс Амабелль Пирс — бывшая воспитательница

## Литературная критика
- Рецензия в газете «The Guardian» от 27 мая 1938 года утверждает, что «За изобретательный сюжет и повествование, неожиданную развязку, тонкие характеристики, и живописность антуража, „Встречу со смертью“ можно смело назвать одним из лучших романов Кристи»[5].
- 19 мая 1938 года в газете «Daily Mirror» была опубликована такая рецензия на роман: «Это не та книга, которую я бы посоветовала читать на ночь. Злобные глаза миссис Бойнтон могут посетить вас во сне и превратить ваши сны в кошмары. Это достаточно страшная и душераздирающая история. Замечательная книга»[6].

## Экранизации и театральные постановки
Агата Кристи адаптировала роман в пьесу в 1945 году. Это была одна из самых радикальных переделок, сделанных Агатой Кристи. Из пьесы исчез Эркюль Пуаро, изменился убийца. По пьесе миссис Бойнтон покончила с собой, но оставила улики, указывающие на причастность к её убийству членов семьи.
Роман был экранизирован в 1988 году. Роль Эркюля Пуаро исполнил знаменитый актёр Питер Устинов. Фильм стал последним из шести фильмов, снятых с Устиновым об Эркюле Пуаро.
Роман также лёг в основу одного из эпизодов британского телесериала «Пуаро Агаты Кристи» с Дэвидом Суше в главной роли. Сюжет значительно отличается от романа:
- - Например, леди Бойнтон оказывается семейным тираном, а не надзирателем тюрьмы. Сюжетная линия леди Бойнтон в романе не имеет никакого отношения к линии леди Бойнтон в фильме.
  - У убийцы появляется соучастник — доктор Жерар, хотя он совершенно невиновен в романе.
  - Перемещение места действия из Иерусалима в Сирию.
  - Способ убийства значительно изменён: Сначала убийца накачивает леди Бойнтон парализующим ядом, а доктор Жерар кладёт под её платье воск с козлиной кровью, затем она перегревается на солнце, воск потом тает и кажется, что она убита. Затем убийца убивает леди Бойнтон кинжалом.
  - Добавлены новые персонажи которых не было в романе Кристи, такие как: лорд Бойнтон, няня Тэйлор и сестра Агнешка.
  - Изменение предыстории нескольких второстепенных персонажей. В адаптации Джефферсон Коуп был одним из детей-сирот, с которыми жестоко обращалась леди Бойнтон в юности, и он решает отомстить, разорив её. Хотя она умирает прежде, чем узнаёт о финансовом крахе. Джинни (Джиневра, в романе) принимается как сестра Рэймонда и Кэрол, и она также становится главным мотивом для убийцы, в то время как в романе она была единственным биологическим ребёнком леди Бойнтон. Леди Уэстгольм, рождённая в США — член парламента, становится британской писательницей в адаптации. Доктор Жерар, француз в романе, становится шотландцем.